# Somos tú y yo: Nowy dzień
Somos tú y yo: Nowy dzień (tytuł org. Somos tú y yo, un nuevo día, 2009) – wenezuelsko-amerykański serial telewizyjny z dramatem dla nastolatków, oparty na amerykańskim filmie Grease z 1978 roku, stworzony przez Jima Jacobsa i Warrena Casey, który jest spin-offem dramatu Somos tú y yo, wyprodukowany przez TM Productions w koprodukcji z Venevisión i Boomerang. Premiera serialu odbyła się 17 sierpnia 2009 roku na Boomerang.

## Fabuła
Victor Rodríguez (Victor Drija) jest uczciwym młodym mężczyzną, który marzy o zostaniu międzynarodową gwiazdą rocka, kiedy jego rodzice umierają, decyduje się na przeprowadzkę do Stanów Zjednoczonych i obiecuje swojej dziewczynie Sheryl, że zawsze będzie z nią w kontakcie, ale po miesiącach Sheryl nie otrzymuje listu i postanawia o nim zapomnieć. Trzy lata później Victor wraca do Caracas w Wenezueli, ale odkrywa, że wszystko się zmieniło, gdy zobaczył, że jego stary gang „Los Tigres” zastąpił go Aranem (Arán de las Casas) jako przywódcą, a co gorsza odkrywa, że jego była dziewczyna, Sheryl Sánchez (Sheryl Rubio) została przywódczynią grupy dziewcząt o nazwie „Las Reinas” i stała się twardą dziewczyną, która nie chce nic o nim wiedzieć.
Z drugiej strony ma przyjaciela z młodości, który czekał na niego przez cały czas jego nieobecności, Rosmery (Rosmeri Marval), dziewczynę o nieco męskim wyglądzie, która jest mechanikiem w rodzinnym warsztacie Rodrígueza i potajemnie jest w nim zakochana. Wraz ze swoim nowym przywódcą Los Tigres przeszedł z Jorge, Victora, Luciano i Ricardo w Arana, Gustavo, Luciano, Jorge i Ricardo, wszystkich popularnych chłopców w mieście. W nim są „Los Artistas”, Hendrick, Andrés, Alejandro, Gabriel, Erick, Oriana, Yuvana i Claudia, są bogatymi dziećmi, które występują w programie telewizyjnym The Hendrick Show. Dzięki temu Arán wykorzystuje zdobycz Sheryl, podczas gdy Rosmery, bardzo dobry mechanik i Oriana (Oriana Ramírez), gwiazda telewizyjna, zakochują się w Víctorze i próbują go ostatecznie oddzielić od Sheryl.

## Obsada

### Główna
- Sheryl Rubio jako Sheryl Sánchez
- Víctor Drija jako Víctor Rodriguez
- Rosmeri Marval jako Rosmery Rivas
- Arán de las Casas jako Aran Gutiérrez
- Oriana Ramírez jako Oriana del Castillo
- Hendrick Bages jako Hendrick
- Jorge Torres jako Jorge Rodriguez
- Yuvanna Montalvo jako Yuvanna
- Gabriel Coronel jako Gabriel Velásquez
- Kelly Durán jako  Kelly
- Yelitza Méndez jako Yelitza
- Vanessa Suárez jako Vanessa
- Rosangélica Piscitelli jako Rosie

### Role drugoplanowe
- Gabriel Tarantini jako Andrés del Castillo
- Ricardo Páez jako Ricardo
- Luciano Muguerza jako Luciano
- Gustavo Elis jako Gustavo
- Alexandra Mey jako Claudia
- Alfredo Lovera jako Alfredo Contreras
- Nicolás Pérez jako Nicolás Gómez
- Juan Carlos Denis jako Juan Carlos
- Bárbara Di Flaviano jako Bárbara Granadillo
- María Gabriela Hernández jako Maga
- Humberto Gómez jako Humberto
- Henry Zambrano jako Guillermo
- Corina Smith jako María Corina
- Milagros Cruz jako Mila
- Lisbeth González jako Liz
- Judith Vásquez jako Judith del Castillo

## Produkcja
W 2009 roku ogłoszono, że Venevisión i Boomerang stworzą spin-off Somos tú y yo, oparty na amerykańskim filmie Grease, z udziałem Johna Travolty i Olivia Newton-John w reżyserii Randala Kleisera, zainspirowany tytułowym musicalem z 1972 roku.
Pisarz Vladimir Pérez, twórca Somos tú y yo, współdziałał ze scenariuszem produkcji. Serial rozpoczął się 5 marca 2009 roku w Caracas w Wenezueli. Premiera serialu odbyła się 22 sierpnia 2009 roku. autor: Venevisión w Wenezuela i 17 listopada 2009 r. autor: Boomerang w Stany Zjednoczone i Europe.
W 2009 r. Podczas postprodukcji serii Boomerang nabył prawa do międzynarodowej dystrybucji, będąc jedną z serii zakupionych przez sieć w 2009 r., W tym H2O – wystarczy kropla, Na wysokiej fali oraz Tajemnica Amy.